# Audismus
Audismus je forma diskriminace zaměřená na neslyšící a na činnosti související s komunikací neslyšících. 
Tom L. Humphries poprvé uvedl tento termín ve své dizertační práci roku 1975,  ale použití termínu se uchytilo až díky Harlanu Lanovi, který termín rozšířil ve svých dílech.
Humphries původně aplikoval audismus jen na individuální přístup a diskriminační chování jedince vůči neslyším, zatímco Lane rozšířil termín, tak, že zahrnul i společenské, kulturní, systémové a institucializované aspekty této diskriminace.

## Typy audismu
Jazykový audismus se může projevovat zakazováním znakových jazyků. Například když roku 1880 bylo na Milánském kongrese doporučeno nepoužívat znakové jazyky ve vzdělávání neslyšících, což bylo mnohými interpretováno jako zákaz znakování na školách. Mnoho škol po celém světě znakové jazyky zakazovalo a některé je zakazují dodnes. Audismus se může také projevit ve vzdělávání neslyšících a nebo v jiných institucích a skupinách, kde se lze setkat s hluchotou.  V takových případech se vzdělavatelé, administrátoři a specialisté v těchto organizacích chovají tak, že způsobují marginalizaci a nerovnost Neslyšících.
Nevědomý audismus vede k preferenci toho, co je běžné pro slyšící osoby, na úkor neslyšících, kteří se následně musí přizpůsobovat slyšící většině, což vede ke značnému potlačování kultury Neslyšících.
Tento audismus má také značné dopady na vzdělávání neslyšících, kdy dochází k preferenci komunikace založené na mluvených jazycích, což je výhodnější pro slyšící, a tak dochází k potlačování znakových jazyků.
Audismus se může také projevovat vzájemně mezi skupinami neslyšících. Ti, kteří nepoužívají znakový jazyk a neidentifikují se jako součást kultury Neslyšících,
se mohou považovat za nadřazené těm, kteří znakový jazyk používají a za kulturně Neslyšící se považují. Také členové komunity Neslyšících, kteří používají sluch (například jsou nedoslýchaví, nebo mají zbytky sluchu) a mluvené jazyky ke komunikaci, se mohou nadřazovat nad ostatní v komunitě.
Dr. Frank P. Adams se věnoval nevědomému audismu ve spojitosti s krabím efektem a tendencemi k implicitní diskriminaci ve své disertační práci.
Ben Bahan rozlišuje dvě formy audismu: zjevný audismus a skrytý audismus.
Zjevný audismus je chápání Neslyšících a jejich kultury za podřadné vůči kultuře slyšících. To se projevuje v oblasti medicíny, kdy je nahlíženo na hluchotu jako na něco, co je potřeba vyléčit,
nebo můžeme vidět toto chápání v oblastech audiologie, logopedie, lékařské psychologie, v oblasti sociální práce a jinde. Neznamená to, že všechny tyto instituce jsou od základu audistické,
ale, že spadají do audistických tendencí.
Bahan zmiňuje, že vynálezy, jako je telefon nebo rádio, by se daly také považovat za audistické, protože se jedná o technologie založené na zvuku.
Richard Eckert prvně použil termín laissez-faire audismus pro popis moderního stavu, kdy je akceptováno lidství Neslyšících, ale je odmítána jejich nezávislost, což se například projevuje v provádění kochleárních implantací na dětech.

## Historie
Komunita Neslyšících se s audistickým přístupem setkávala po mnoho staletí, ale termín „audismus“ byl prvně použit roku 1975 Neslyšícím odborníkem Tomem Humphriesem v jeho nepublikované eseji. Humphries původně definoval audismus jako představu, že je jeden nadřazený nad druhého na základě schopnosti slyšet nebo chovat se jako slyšící. 
Později se další odborníci, jako Harlan Lane ve své knize Pod maskou benevolence, pokusili rozšířit definici, aby pokrývala různé stupně audismu: individuální, institucializovaný, metafyzický a laissez-faire audismus.  Humphriesova definice pokrývá pouze inidivudální audismus, což zahrnuje například vtipy o neslyšících, zločiny z nenávisti a nízká očekávání od Neslyšících žáků ve vzdělávání.
Myšlenka systémového nebo institucionalizovaného audismu ve společnosti pochází původně z knihy Pod maskou benevolence Harlana Lana, navazuje na koncept institucionalizovaného rasismu Davida T. Wellmana. Tato myšlenka byla dále rozšířena H-Dirksen Baumanem v „Audism: Exploring the Metaphysics of Oppression“, a znovu Richardem Eckertem a Amy Rowley v „Audism: A Theory and Practice of Audiocentric Privilege“, a institucializovaný audismus je nyní popisován jako „systém diskriminace, který udržuje nebo podporuje podřadnost Neslyšících na základě původu, jazyka a kultury“
Přes snahu akademických odborníků pokrýt všechny aspekty audismu, stále jeden důležitý projev audismu zůstává. Odborníci si všimli, že neslyšící, kteří mluví, mají vyšší společenské postavení než ti, kteří nemluví. Bauman se pokusil reflektovat tento jev rozšířením konceptu fonocentrismu od Jacquesa Derridy, což je „nadvláda mluvené řeči a potlačení nezvukových forem komunikace“, a vyvinul termín metafyzický audismus. Metafyzický audismus vychází z myšlenky jazyka jako něčeho co lidi činí lidmi, avšak, kvůli metafyzickému audismu, jazyk je zaměňován s mluvením, a tedy mluvená řeč je spojována s lidstvím.

## Audismus v justičním systému
V roce 2004 bylo mezi neslyšícími vězni v Texasu 20 % osob, které byly označeny za „jazykově nekompetentní“. Tito vězni nebyli schopni porozumět obviněním, kterým čelili, ani se smysluplně účastnit vlastní obhajoby. Dalších 30 % bylo neschopno rozumět systému soudu, tito nebyly schopni porozumět soudním procesům bez cílených instrukcí. Takovéto statusy byly důsledkem buď toho, že nebyly plynnými mluvčími žádného jazyka, nebo v důsledku funkční negramotnosti. Je nepravděpodobné, že takovým neslyšícím vězňům bylo naplněno jejich ústavní právo na řádný soud. Nutno podotknout, že bilingvní neslyšící jedinci, jejichž primárním jazykem je americký znakový jazyk nebo jejichž americký znakový jazyk i angličtina jsou pro ně srovnatelně přirozené, byly ti, co nejméně často spadali do takovýchto kategorií.
Dalším příkladem tohoto typu audismu je případ Magdiela Sancheze, který byl zastřelen policií před svým domem a na místě zemřel. Policie vyšetřovala Magdielova otce za ujetí z místa nehody. Magdiel stál před svým domem, když policisté přijeli, Magdiel k nim přišel a v ruce držel kovou trubku, kterou podle sousedů používal ke komunikaci a odhánění psů. Policisté Christopher Barnes a Matthew Lindsey křičeli na Magdiela, aby trubku položil, zatímco sousedé se snažili policistům říct, že je Magdiel neslyšící. 
Tento případ ukazuje, že v systému chyběl protokol pro komunikaci s neslyšícími, nebo o tom, jak někoho identifikovat jako neslyšícího nebo nedoslýchavého, například zeptat se znaky „Jste neslyšící?“, pokud osoba nereaguje na výzvy v mluveném jazyce.
Domácí násilí páchané mezi neslyšícími nebo na neslyšících bývá méně často vyšetřované než domácí násilí slyšících lidí. Studie ukazuje, že domácí násilí zažívají neslyšící ženy častěji než slyšící, avšak tento nepoměr nepodnítil zájem o další výzkum. 
Jsou i případy opačného problému, kdy neslyšící muž v Norsku byl uznán vinným ze znásilnění a získal kratší trest díky odkazování na se svou hluchotu jako polehčující okolnost, protože snižuje jeho zodpovědnost za zločin. Rozhodnutí soudu rozhořčilo norskou komunitu Neslyšících, podle kterých šlo o paternalizaci (ochranářský přístupu, přístup jako k dětem) a ignorování schopnosti neslyšících jedinců rozumně uvažovat a tedy nést plnou zodpovědnost za své činy a odpykat si plný trest tak jako by museli ostatní, slyšící, občané Norska.

## Audismus v lingvistice
Audismus úzce souvisí s termínem lingvicismus, tedy diskriminací na základě jazyka. 
Z tohoto pohledu jsou mluvené jazyky součástí dominantní (většinové) kultury a znakové jazyky součástí menšinové kultury, z čehož vyplývá, že uživatelé mluvených jazyků mají lepší přístup k ekonomickým, společenským a politickým zdrojům, což je zvýhodňuje oproti uživatelům znakových jazyků.
Audismus také souvisí s fonocentristickými hodnotami v lingvistických definicích. V lingvistické terminologii jsou nejrožšířenější metodologie založené na zvuku, například koncept linearity v mluvených jazycích selhává v rozpoznávání gramatických struktur vizuálně motorických jazyků. Také lingvistika na začátku dvacátého století měla za to, že ti, co nemají audio-orální jazyk nemají jazyk žádný a žádné jazykové schopnosti, zatímco jinými byly znakové jazyky považované za primitivní. Avšak někteří lingvisté tvrdí, že toto vidění snižuje úspěchy Deaf studies a uznání znakových jazyků v lingvistickém povědomí. 
Po dlouhou dobu byla otázka aplikace lingvistické definice jazyka na znakové jazyky předmětem kontroverze. William Stokoe dokázal struktury amerického znakové jazyka, které jej spojovali s lingvistickými pravidly na uznání jazyka, díky tomu byl poprvé znakový jazyk uznán jako opravdový jazyk. Tato tvrzení jsou ovšem stále zpochybňována zákonodárci a vzdělavateli, kvůli jejich neschopnosti rozpoznávat pravidla vizuálně motorických jazyků a kvůli chybným představám o původu těchto jazyků, který nesouvisí s audio-orálními jazyky. 

## Kontroverzní témata
Někteří Neslyšící aktivisté tvrdí, že audisté ubližují komunitě Neslyšících tím, že chápou hluchotu jako postižení a nikoli kulturní rozdíl. Někteří Neslyšící aktivisté také tvrdí, že kochleární implantáty jsou nástrojem audistů pro kulturní genocidu, nástroj k vyhlazení komunity Neslyšících. 